# Holy Ghost!
Holy Ghost! er en amerikansk synthpop duo fra Brooklyn i New York City, bestående af Nick Millhiser og Alex Frankel.

## Diskografi

### Albums
- Holy Ghost! (2011)
- Dynamics (2013)

### Extended plays
- Static on the Wire (2010)

### Mixalbums
- The Remixes Vol. 1 (2009)

### Singler
| Titel                                                | År   | Album              |
| ---------------------------------------------------- | ---- | ------------------ |
| "Hold On"                                            | 2007 | Non-album single   |
| "I Will Come Back"                                   | 2009 | Static on the Wire |
| "Hold On"/"On Board" (Friendly Fires vs Holy Ghost!) | 2010 | Non-album single   |
| "Say My Name"                                        | 2010 | Static on the Wire |
| "Do It Again"                                        | 2011 | Holy Ghost!        |
| "Wait & See"                                         | 2011 | Holy Ghost!        |
| "Hold My Breath"                                     | 2011 | Holy Ghost!        |
| "I Wanted to Tell Her"                               | 2011 | Non-album single   |
| "It's Not Over"                                      | 2012 | Holy Ghost!        |
| "It Gets Dark"                                       | 2012 | Non-album single   |
| "Dumb Disco Ideas"                                   | 2013 | Dynamics           |
| "Teenagers in Heat"                                  | 2013 | Non-album single   |
| "Okay"                                               | 2013 | Dynamics           |
| "Bridge & Tunnel"                                    | 2014 | Dynamics           |

### Remix
| Titel                          | År   | Kunstner                                                               |
| ------------------------------ | ---- | ---------------------------------------------------------------------- |
| "Goblin City"                  | 2007 | Panthers                                                               |
| "Spectacle Wins"               | 2007 | Only Fools and Horses                                                  |
| "I Love to Move in Here"       | 2008 | Moby                                                                   |
| "Business Acumen"              | 2008 | In Flagranti                                                           |
| "Hearts on Fire"               | 2008 | Cut Copy                                                               |
| "Moon Song"                    | 2008 | They Came from the Stars I Saw Them                                    |
| "I Can See"                    | 2008 | Jazzanova featuring Ben Westbeech                                      |
| "Of Moons, Birds and Monsters" | 2008 | MGMT                                                                   |
| "The Deep End"                 | 2009 | Curses!                                                                |
| "Lisztomania"                  | 2009 | Phoenix                                                                |
| "The Pretender"                | 2009 | Datarock                                                               |
| "Drunk Girls"                  | 2010 | LCD Soundsystem                                                        |
| "Love Get Out of My Way"       | 2010 | Monarchy                                                               |
| "Somebody to Love Me"          | 2010 | Mark Ronson & The Business Intl. featuring Boy George and Andrew Wyatt |
| "Moments of Excellence"        | 2011 | Black Van                                                              |
| "Drop Me a Line"               | 2011 | Midnight Magic                                                         |
| "Blue Moon"                    | 2012 | Moby                                                                   |
| "Working the Midnight Shift"   | 2013 | Donna Summer                                                           |
| "Let Go"                       | 2013 | RAC featuring Kele & MNDR                                              |
| "You're Not Good Enough"       | 2013 | Blood Orange                                                           |
| "Birthday"                     | 2014 | Katy Perry                                                             |